# 奥丽维亚·德哈维兰
奥丽维亚·玛丽·德哈维兰女爵士，DBE（1916年7月1日—2020年7月26日），生于日本东京，英国电影演员。她以1939年的《乱世佳人》窜红，20世紀40年代为其演艺高峰，代表作包括《风流种子》、《蛇穴》、和《深閨夢迴》。她的奖项包括两座奧斯卡最佳女主角奖、两座金球奖、和一座威尼斯影展最佳女演員獎。
德哈维兰自50年代起在法国巴黎居住，在2010年获颁法國榮譽軍團勳章。2017年在她101岁诞辰的两周前，英女王伊利沙伯二世赐予她大英帝國勳章，德哈维兰成为年纪最大的被授勋者。2014年起，德哈维兰和在《乱世佳人》饰演她儿子的演员成为该电影最后两位仍在世的演员。在她將近60年的演藝生涯中，由於對電影業的貢獻，她在好萊塢星光大道上獲得了一顆星星。德哈维兰的亲生妹妹是另一位奥斯卡影后的瓊·芳登，她们是全世界唯一一对都获得过奥斯卡表演类奖项的亲生手足。2020年7月25日，夏蕙蘭在法国巴黎逝世，享年104歲。

## 早期生活

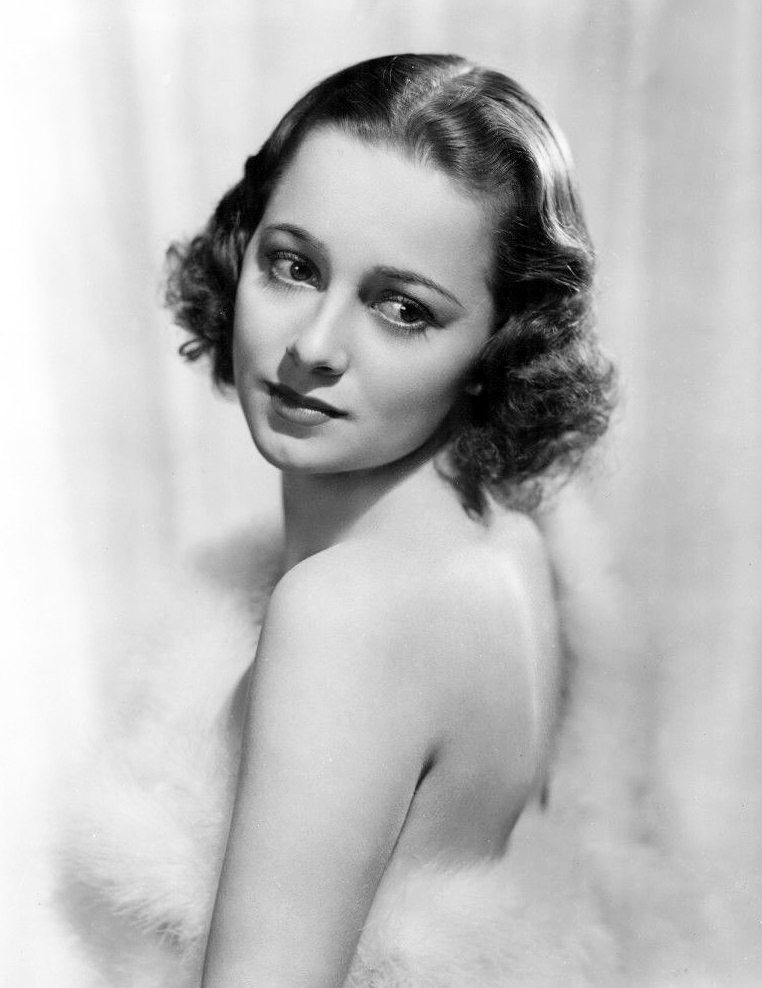
1938年的奧麗薇·夏蕙蘭

德哈维兰是英国专利律师沃特·德哈维兰和演员莉莲·方丹的大女儿。沃特在日本东京工作，1914年与莉莲结婚。她妹妹同样是奥斯卡影后琼·芳登，但姐妹俩几十年如一日感情失和。
她父亲同父异母兄弟查尔斯·德哈维兰的儿子杰弗里·德哈维兰是航空先驱之一。
在德哈维兰两岁的时候，她的家庭从日本东京搬到了美国加利福尼亚州，她在那里度过了自己的中学时代。

## 演艺生涯
1935年，德哈维兰出演了处女作电影"Alibi Ike"，和乔伊·布朗搭档。她第一个舞台剧的角色是威廉·莎士比亞名剧《仲夏夜之梦》中的赫米娅，该剧在好莱坞露天剧场演出。之后，这部舞台剧被搬上了银幕。华纳兄弟与她签了一份长达七年的合約。埃罗尔·弗林是她银幕上的黄金搭档，两人联袂主演了《铁血船长》、《英烈传》和《罗宾汉历险记》等八部影片。
1939年，德哈维兰在影片《乱世佳人》中饰演梅兰尼·威尔克斯（原名梅兰尼·汉密尔顿，后嫁给阿什利·威尔克斯）这个角色为她获得了奥斯卡最佳女配角奖提名。影片共有四个主要角色，梅兰尼是唯一在片中死去的角色。然而，在现实生活中，她活得比其他三位演员都长（克拉克·盖博、费雯丽和莱斯利·霍华德）。
1941年，奥丽维亚加入美国国籍，也因此得到了更多的机会。她觉得自己的演技有所提高，可以胜任不同类型的角色，而不是一再演出端庄娴静的少女之类的角色，因此她开始拒绝出演雷同的角色。而她每拒绝一个角色，她的合約也就会相应地延长，这也是当时电影公司对付不合作的演员的惯用方式。
大部分演员出于无奈，接受电影公司不公平的合約，其中有一些演员试图反抗。1930年代，贝蒂·戴维斯被华纳兄弟告上法庭，最终败诉。1940年代，德哈维兰也收到了诉讼，但是她打赢了官司。从此，电影公司的权利被削减，而演员的选择角色的自由度大大增加。这个事件对好莱坞的法律健全有深远的影响。德哈维兰的勇气也使她得到其他演员的尊敬，而她在40年代與華納兄弟的訴訟更導致加州法院就僱用合約長度作出判決。此判決則被後世稱為夏蕙蘭法。
德哈维兰开始有机会饰演不同的角色。1940年代后期，她因在《风流种子》和《深閨夢迴》(The Heiress)中的出色表演而获得了两座奥斯卡最佳女主角奖杯。
1950年代以后，德哈维兰出演的电影不多，她只是偶尔出现在银幕上，直到1970年代后期。1980年代，德哈维兰开始她的电视生涯，并因《安娜斯塔西娅：安娜疑案》（Anastasia: The Mystery of Anna）获得金球奖最佳连续短剧女配角奖。

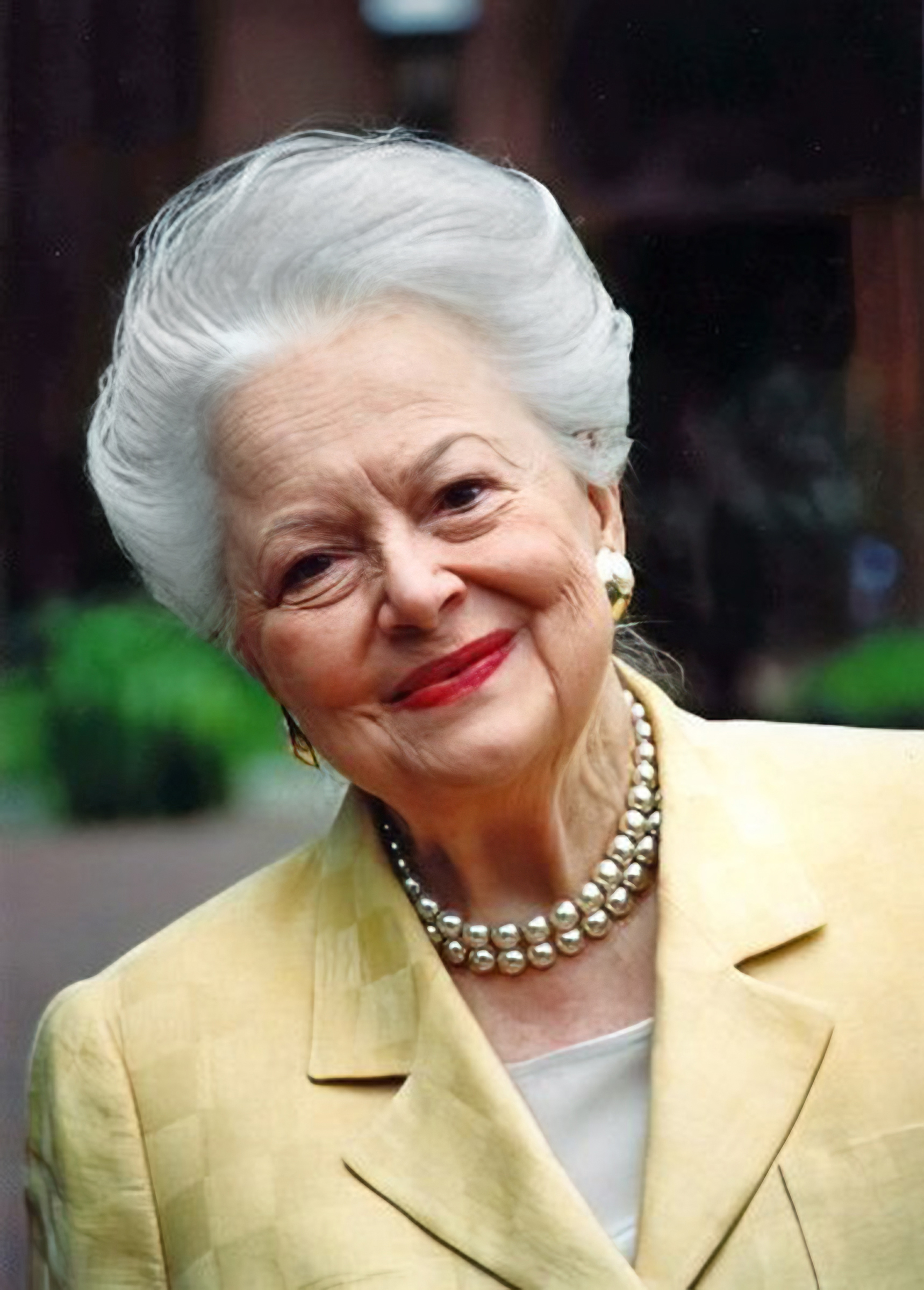
奧麗薇於2001年攝於美國史密森尼學會

## 个人生活
尽管奥丽维亚和艾羅爾·弗林被认为好莱坞最相配的银幕搭档之一，并一起合作了8部电影，但是他们在银幕下却从来没有罗曼史。
1940年代早期，德哈维兰和约翰·休斯顿、詹姆斯·史都華和霍华德·休斯传出过戀情。1946年，她嫁给了作家马库斯·古德里奇，但是于1953年离婚。两人育有一子本杰明，1991年因霍奇金淋巴瘤并发症去世。
1955年，德哈维兰和法国杂志主持人皮埃尔·加朗特结婚，并于次年产下女儿吉赛尔。1979年，德哈维兰和加朗特离婚，两人仍保持很好的关系。1998年，为了照顾病重的加朗特，德哈维兰缺席了奥斯卡70周年庆礼。
德哈维兰与同时代的明星贝蒂·戴维斯和格罗丽亚·斯图尔特是密友。
德哈维兰和妹妹琼·芳登都非常长寿，妹妹96岁离世；这份手足情感几十年如一日的无限期冷战僵持，即使95岁之后也依旧几乎完全毫无往来，简直好像永不和解。

## 息影後生活
1950年代，德哈维兰开始在巴黎定居。息影后她很少在公共场合出现。2003年她出席了第75届奥斯卡颁奖晚会。2006年6月，她相继出席了美国影艺学院和洛杉矶县立艺术博物馆为她举办了90岁生日活动。
2003年凯瑟琳·赫本逝世后，奥丽维亚·德哈维兰和妹妹琼·芳登被认为是好莱坞1930年代和1940年代最后的两位顶尖女演员。

## 作品

### 電影
| 上映年 | 片名                       | 片名                           | 角色                       | 個人獎項 （不含「最佳整體演出獎」）                                                          |
| 上映年 | 譯名                       | 原名                           | 角色                       | 個人獎項 （不含「最佳整體演出獎」）                                                          |
| ------ | -------------------------- | ------------------------------ | -------------------------- | -------------------------------------------------------------------------------------------- |
| 1939年 | 《乱世佳人》               | Gone with the Wind             | Melanie Hamilton           | 提名—奥斯卡最佳女配角奖                                                                      |
| 1941年 | 《良宵苦短》               | Hold Back the Dawn             | Emmy Brown                 | 提名—奥斯卡最佳女主角奖                                                                      |
| 1946年 | 《风流种子》               | To Each His Own                | Josephine 'Jody' Norris    | 奥斯卡最佳女主角奖                                                                           |
| 1948年 | 《蛇穴》                   | The Snake Pit                  | Virginia Stuart Cunningham | 國家評論協會最佳女主角 紐約影評人協會最佳女主角 威尼斯影展最佳女主角 提名—奥斯卡最佳女主角奖 |
| 1949年 | 《千金小姐》               | The Heiress                    | Catherine Sloper           | 奥斯卡最佳女主角奖 金球奖电影最佳女主角 紐約影評人協會最佳女主角                             |
| 1952年 |                            | My Cousin Rachel               | Rachel Sangalletti Ashley  | 提名—金球奖剧情类电影最佳女主角                                                              |
| 1986年 | 《安娜斯塔西娅：安娜疑案》 | Anastasia: The Mystery of Anna | 瑪麗亞皇太后               | 金球獎最佳電視劇集、連續短劇或電視電影女配角 提名—艾美獎連續短劇或電視電影最佳女配角         |

### 書籍
- Every Frenchman Has One（回忆录）

## 奖项
| 年份 | 奖项                 | 类别                                 | 电影     | 结果 | 参考   |
| ---- | -------------------- | ------------------------------------ | -------- | ---- | ------ |
| 1940 | 奥斯卡金像奖         | 最佳女配角                           | 乱世佳人 | 提名 | [ 5 ]  |
| 1941 | 奥斯卡金像奖         | 最佳女主角                           | 良宵苦短 | 提名 | [ 5 ]  |
| 1946 | 奥斯卡金像奖         | 最佳女主角                           | 风流种子 | 獲獎 | [ 5 ]  |
| 1948 | 奥斯卡金像奖         | 最佳女主角                           | 蛇穴     | 提名 | [ 5 ]  |
| 1948 | 國家評論協會獎       | 最佳女主角                           | 蛇穴     | 獲獎 | [ 6 ]  |
| 1948 | 紐約影評人協會獎     | 最佳女主角                           | 蛇穴     | 獲獎 | [ 6 ]  |
| 1949 | 奥斯卡金像奖         | 最佳女主角                           | 千金小姐 | 獲獎 | [ 5 ]  |
| 1949 | 金球奖               | 电影最佳女主角                       | 千金小姐 | 獲獎 | [ 7 ]  |
| 1949 | 紐約影評人協會獎     | 最佳女主角                           | 千金小姐 | 獲獎 | [ 6 ]  |
| 1949 | 威尼斯电影节沃爾庇杯 | 最佳女演員                           | 蛇穴     | 獲獎 | [ 6 ]  |
| 1952 | 中國戲院             | 手印和脚印                           | —        | 荣誉 | [ 8 ]  |
| 1953 | 金球奖               | 剧情类电影最佳女主角                 | 断肠花   | 提名 | [ 7 ]  |
| 1960 | 好莱坞星光大道       | 电影（1960年2月8日好莱坞大道6762号） | —        | 荣誉 | [ 9 ]  |
| 1986 | 金球奖               | 最佳電影女配角                       | 安娜之谜 | 獲獎 | [ 7 ]  |
| 1986 | 黄金时段艾美奖       | 迷你电视系列剧最佳女配角             | 安娜之谜 | 提名 | [ 5 ]  |
| 1998 | 名誉博士学位         | 赫特福德大学                         | —        | 荣誉 | [ 10 ] |
| 2006 | 在线影视评论协会奖   | 电影名人堂                           | —        | 荣誉 | [ 11 ] |
| 2008 | 国家艺术奖章         | —                                    | —        | 荣誉 | [ 12 ] |
| 2010 | 法国荣誉军团勋章     | —                                    | —        | 荣誉 | [ 13 ] |
| 2016 | Oldie of the Year    | —                                    | —        | 荣誉 | [ 14 ] |
| 2017 | 大英帝國爵級司令勳章 | —                                    | —        | 荣誉 | [ 15 ] |